# アルブレヒト・メルツ・フォン・クイルンハイム
アルプレヒト・リッター（騎士）・メルツ・フォン・クヴィルンハイム（Albrecht Ritter Mertz von Quirnheim, 1905年3月25日 - 1944年7月21日）は、第二次世界大戦中のナチス・ドイツの軍人。最終階級は大佐。ヒトラー暗殺計画に参加したが、失敗し処刑された。

## 来歴

### ヴァイマル共和政時代
ミュンヘン出身。父親はバイエルン王国陸軍参謀大尉のヘルマン・メルツ・フォン・クヴィルンハイム。1919年、父の国立公文書館総裁就任に伴いポツダムに移住する。この当時すでに、ヒトラー暗殺計画で協力関係となるヴェルナー・フォン・ヘフテンと知り合った。ギムナジウムを卒業し、アビトゥーア合格後の1923年にヴァイマル共和国軍に入隊し、士官候補生となる。1925年にクラウス・フォン・シュタウフェンベルクと友人になる。1928年に少尉に任官し、1931年に中尉に昇進。

### ナチス・ドイツ時代

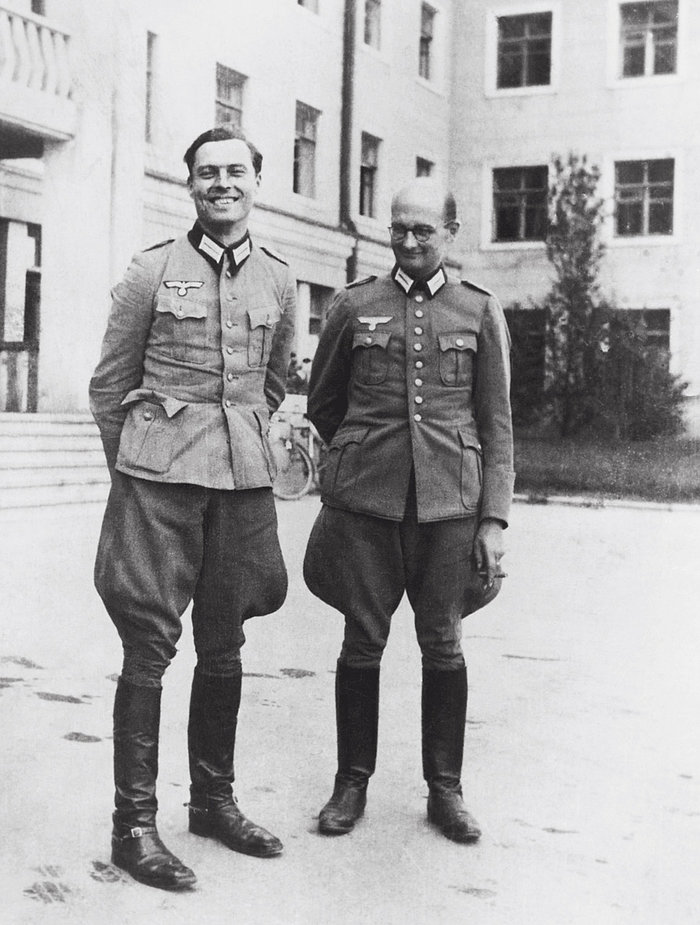
クヴィルンハイムとシュタウフェンベルク（1944年）

当初はナチ党の権力掌握を歓迎していたが、次第にその反対者になっていった。1935年大尉に昇進。第二次世界大戦中の1940年に少佐、1942年に中佐に昇進。戦争当初は参謀本部組織部参謀を務めていたが、1941年にドイツ軍占領地住民の人道的取扱いを要求して、東方占領地相アルフレート・ローゼンベルクやウクライナ総督エーリヒ・コッホと衝突した。1942年、義兄弟のヴィルヘルム・ディークマンを通じて反ヒトラー運動に参加する。11月、東部戦線へ転属して第24軍団参謀長となり、1943年大佐に昇進し、ヒルデ・バイヤーと結婚する。
1943年9月以降、クヴィルンハイムは本格的にヒトラー暗殺計画に関与するようになる。国内予備軍に配属されたクヴィルンハイムは、シュタウフェンベルク、フリードリヒ・オルブリヒトと共にヴァルキューレ作戦をクーデターに利用するために作戦内容の修正を行った。1944年7月15日、シュタウフェンベルクは東プロイセンの総統大本営ヴォルフスシャンツェでヒトラー暗殺のために作戦会議室へ向かうが、当日の会議にはハインリヒ・ヒムラーが出席していなかったため、シュタウフェンベルクはベルリンのクヴィルンハイムに連絡を取った。クヴィルンハイムはクーデターのリーダーであるルートヴィヒ・ベックやエーリヒ・ヘプナーに判断を求めたが、ヒムラーの排除も考えていた二人は計画の中止を指示した。クヴィルンハイムとシュタウフェンベルクは、機会を逃すことを危惧し計画の実行を決意するが、会議室に戻った時には既に会議は終了してしまっていた。

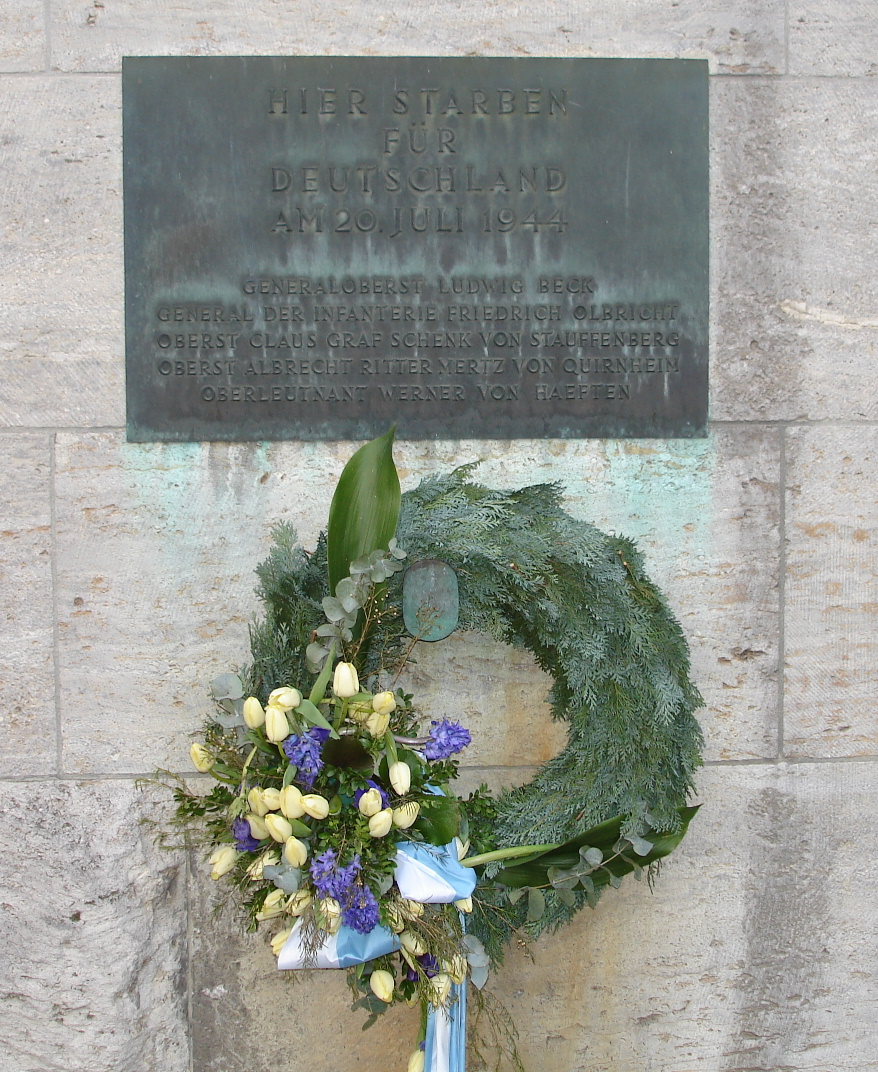
ベルリンにあるクイルンハイムらの記念碑

5日後の7月20日にシュタウフェンベルクはヒトラー暗殺を決行するが、暗殺成功の連絡が届かず生死の情報が錯綜したベルリンではオルプリヒトがヴァルキューレ作戦の発動を躊躇していた。これに対し、クイルンハイムは独断でヴァルキューレ作戦発動のテレタイプ発信を命令する。これを受けてパリでは予定通りに親衛隊幹部が拘束されたがヒトラー暗殺は失敗し、クヴィルンハイムはシュタウフェンベルク、オルプリヒト、ヘフテンと共に国内予備軍司令官フリードリヒ・フロムに逮捕され、7月21日の午前0時過ぎにベルリンの国内予備軍司令部の中庭で銃殺された。仮埋葬されていた遺体はヒムラーの命令により掘り返され、焼却され遺灰は撒かれた。両親と姉妹も逮捕されたうえ、義兄弟のディークマンは9月にゲシュタポにより射殺された。